# Eucalathis inflata
Eucalathis inflata är en armfotingsart som beskrevs av Cooper 1973. Eucalathis inflata ingår i släktet Eucalathis och familjen Chlidonophoridae. Inga underarter finns listade i Catalogue of Life.